# Séries éliminatoires de la Coupe Stanley 1954
Année précédente Année suivante
Les séries éliminatoires de la Coupe Stanley 1954 font suite à la saison 1953-1954 de la Ligue nationale de hockey. Les Red Wings de Détroit remportent la Coupe Stanley en battant en finale les Canadiens de Montréal sur le score de 4 matchs à 3.

## Tableau récapitulatif
|  | Demi-finales                          | Demi-finales                          |         |   | Finale de la Coupe Stanley           | Finale de la Coupe Stanley           |
|  | Demi-finales                          | Demi-finales                          |         |   | Finale de la Coupe Stanley           | Finale de la Coupe Stanley           |
|  |                                       |                                       |         |   |                                      |                                      |
|  | 23, 25, 27, 30 mars et 1er avril 1954 | 23, 25, 27, 30 mars et 1er avril 1954 |         |   | 4, 6, 8, 10, 11, 13 et 16 avril 1954 | 4, 6, 8, 10, 11, 13 et 16 avril 1954 |
|  | 23, 25, 27, 30 mars et 1er avril 1954 | 23, 25, 27, 30 mars et 1er avril 1954 |         |   | 4, 6, 8, 10, 11, 13 et 16 avril 1954 | 4, 6, 8, 10, 11, 13 et 16 avril 1954 |
|  | Détroit                               | 4                                     |         |   | 4, 6, 8, 10, 11, 13 et 16 avril 1954 | 4, 6, 8, 10, 11, 13 et 16 avril 1954 |
|  | Détroit                               | 4                                     |         |   | 4, 6, 8, 10, 11, 13 et 16 avril 1954 | 4, 6, 8, 10, 11, 13 et 16 avril 1954 |
|  | Toronto                               | 1                                     |         |   | 4, 6, 8, 10, 11, 13 et 16 avril 1954 | 4, 6, 8, 10, 11, 13 et 16 avril 1954 |
|  | Toronto                               | 1                                     | Détroit | 4 |                                      |                                      |
|  | 23, 25, 28 et 30 mars 1954            |                                       | Détroit | 4 |                                      |                                      |
|  |                                       | Montréal                              | 3       |   |                                      |                                      |
|  | Montréal                              | Montréal                              | 3       | 4 |                                      |                                      |
|  | Montréal                              |                                       |         | 4 |                                      |                                      |
|  | Boston                                | 0                                     |         |   |                                      |                                      |
|  | Boston                                | 0                                     |         |   |                                      |                                      |

## Détails des séries

### Demi-finales

#### Détroit contre Toronto
| 23 mars | Red Wings de Détroit | 5-0 (2-0, 2-0, 1-0) | Maple Leafs de Toronto | Olympia Stadium 13 177 spectateurs |

| Feuille de match | Feuille de match | Feuille de match    | Feuille de match | Feuille de match                                     |
| ---------------- | --- | ------------------- | ---------------- | ---------------------------------------------------- |
|                  | Pavelich — 8 min 12 s (IN) Lindsay (Delvecchio, Howe) — 15 min 45 s (SN) Leswick — 26 min 1 s Howe (Lindsay, Reibel) — 37 min 39 s Pavelich — 54 min 1 s | 1-0 2-0 3-0 4-0 5-0 | - -              | Arbitrage : Bill Chadwick Sammy Babcock, Doug Davies |
| Sawchuk          | Gardiens | Lumley              |                  | Arbitrage : Bill Chadwick Sammy Babcock, Doug Davies |
|                  | |                     |                  | Arbitrage : Bill Chadwick Sammy Babcock, Doug Davies |
| 37               | Tirs | 37                  |                  | Arbitrage : Bill Chadwick Sammy Babcock, Doug Davies |

| 25 mars | Red Wings de Détroit | 1-3 (0-1, 0-1, 1-1) | Maple Leafs de Toronto | Olympia Stadium |

| Feuille de match | Feuille de match                        | Feuille de match | Feuille de match                                                                                      | Feuille de match                                    |
| ---------------- | --------------------------------------- | ---------------- | --- | --------------------------------------------------- |
|                  | - Pronovost (Reibel) — 44 min 52 s (SN) | 0-1 0-2 0-3 1-3  | Smith — 9 min 16 s Hannigan (Bailey, Nesterenko) — 37 min 41 s Hannigan (Bailey) — 42 min 16 s (SN) - | Arbitrage : Frank Udvari Doug Davies, Sammy Babcock |
| Sawchuk          | Gardiens                                | Lumley           | | Arbitrage : Frank Udvari Doug Davies, Sammy Babcock |
|                  |                                         |                  | | Arbitrage : Frank Udvari Doug Davies, Sammy Babcock |
| 27               | Tirs                                    | 27               | | Arbitrage : Frank Udvari Doug Davies, Sammy Babcock |

| 27 mars | Maple Leafs de Toronto | 1-3 (1-1, 0-0, 0-2) | Red Wings de Détroit | Maple Leaf Gardens |

| Feuille de match | Feuille de match                      | Feuille de match | Feuille de match                                                                                    | Feuille de match                                   |
| ---------------- | ------------------------------------- | ---------------- | --------------------------------------------------------------------------------------------------- | -------------------------------------------------- |
|                  | - Armstrong (Sloan) — 19 min 11 s - - | 0-1 1-1 1-2 1-3  | Kelly (Howe, Goldham) — 10 min 9 s - Leswick (Pavelich, Skov) — 40 min 28 s Pronovost — 58 min 38 s | Arbitrage : Red Storey George Hayes, Bill Morrison |
| Lumley           | Gardiens                              | Sawchuk          | | Arbitrage : Red Storey George Hayes, Bill Morrison |
|                  |                                       |                  | | Arbitrage : Red Storey George Hayes, Bill Morrison |
| 29               | Tirs                                  | 28               | | Arbitrage : Red Storey George Hayes, Bill Morrison |

| 30 mars | Maple Leafs de Toronto | 1-2 (0-0, 1-1, 0-1) | Red Wings de Détroit | Maple Leaf Gardens |

| Feuille de match | Feuille de match                  | Feuille de match | Feuille de match                                                     | Feuille de match                                          |
| ---------------- | --------------------------------- | ---------------- | -------------------------------------------------------------------- | --------------------------------------------------------- |
|                  | Horton (Kennedy) — 28 min 9 s - - | 1-0 1-1 1-2      | - Wilson (Prystai, Pronovost) — 31 min 26 s (SN) Kelly — 56 min 36 s | Arbitrage : Jack Mehlenbacher Bill Morrison, George Hayes |
| Lumley           | Gardiens                          | Sawchuk          |                                                                      | Arbitrage : Jack Mehlenbacher Bill Morrison, George Hayes |
|                  |                                   |                  |                                                                      | Arbitrage : Jack Mehlenbacher Bill Morrison, George Hayes |
| 27               | Tirs                              | 29               |                                                                      | Arbitrage : Jack Mehlenbacher Bill Morrison, George Hayes |

| 1 avril | Red Wings de Détroit | 4-3 (2 pr) (3-1, 0-2, 0-0, 0-0, 1-0) | Maple Leafs de Toronto | Olympia Stadium 13 927 spectateurs |

| Feuille de match | Feuille de match | Feuille de match            | Feuille de match                                                                                       | Feuille de match                                |
| ---------------- | --- | --------------------------- | --- | ----------------------------------------------- |
|                  | Howe (Delvecchio) — 9 s Howe (Lindsay, Delvecchio) — 12 min 54 s - Skov (Pronovost) — 18 min 35 s - Lindsay (Pronovost, Howe) — 81 min 1 s | 1-0 2-0 2-1 3-1 3-2 3-3 4-3 | - Sloan (Horton) — 16 min 16 s - Kennedy (Bolton) — 21 min 33 s Migay (Stewart, Smith) — 29 min 11 s - | Arbitrage : Red Storey Sam Babcock, Doug Davies |
| Sawchuk          | Gardiens | Lumley                      | | Arbitrage : Red Storey Sam Babcock, Doug Davies |
|                  | |                             | | Arbitrage : Red Storey Sam Babcock, Doug Davies |
| 50               | Tirs | 39                          | | Arbitrage : Red Storey Sam Babcock, Doug Davies |

#### Montréal contre Boston
| 23 mars | Canadiens de Montréal | 2-0 (0-0, 1-0, 1-0) | Bruins de Boston | Forum de Montréal 14 088 spectateurs |

| Feuille de match | Feuille de match                                                                | Feuille de match | Feuille de match | Feuille de match                                   |
| ---------------- | ------------------------------------------------------------------------------- | ---------------- | ---------------- | -------------------------------------------------- |
|                  | Davis (Bouchard, Mazur) — 24 min 25 s Geoffrion (Béliveau, Moore) — 53 min 48 s | 1-0 2-0          | - -              | Arbitrage : Red Storey George Hayes, Bill Morrison |
| Plante           | Gardiens                                                                        | Henry            |                  | Arbitrage : Red Storey George Hayes, Bill Morrison |
|                  |                                                                                 |                  |                  | Arbitrage : Red Storey George Hayes, Bill Morrison |
| 43               | Tirs                                                                            | 12               |                  | Arbitrage : Red Storey George Hayes, Bill Morrison |

| 25 mars | Canadiens de Montréal | 8-1 (5-0, 1-1, 2-0) | Bruins de Boston | Forum de Montréal |

| Feuille de match | Feuille de match | Feuille de match                    | Feuille de match                              | Feuille de match                                          |
| ---------------- | --- | ----------------------------------- | --------------------------------------------- | --------------------------------------------------------- |
|                  | Moore (Béliveau, Geoffrion) — 10 s Geoffrion (Moore) — 5 min 57 s Geoffrion (Béliveau, Moore) — 6 min 23 s Davis (Mazur, McCormack) — 16 min 41 s Moore (Béliveau, Johnson) — 18 min 10 s Béliveau (Moore, Geoffrion) — 21 min 19 s - Meger (St-Laurent) — 45 min 3 s Béliveau (Geoffrion, Moore) — 35 min 38 s (SN) | 1-0 2-0 3-0 4-0 5-0 6-0 6-1 7-1 8-1 | - MacKell (Sandford, Martin) — 33 min 2 s - - | Arbitrage : Jack Mehlenbacher George Hayes, Bill Morrison |
| Plante           | Gardiens | Henry                               |                                               | Arbitrage : Jack Mehlenbacher George Hayes, Bill Morrison |
|                  | |                                     |                                               | Arbitrage : Jack Mehlenbacher George Hayes, Bill Morrison |
| 30               | Tirs | 29                                  |                                               | Arbitrage : Jack Mehlenbacher George Hayes, Bill Morrison |

| 28 mars | Bruins de Boston | 3-4 (0-0, 1-3, 2-1) | Canadiens de Montréal | Boston Garden |

| Feuille de match | Feuille de match                                                                                             | Feuille de match            | Feuille de match | Feuille de match                                     |
| ---------------- | --- | --------------------------- | --- | ---------------------------------------------------- |
|                  | - Gardner — 20 min 40 s - Mohns (Gardner, Armstrong) — 50 min 18 s Schmidt (MacKell, Labine) — 50 min 50 s - | 0-1 1-1 1-2 1-3 2-3 3-3 3-4 | Bouchard — 20 min 30 s - Geoffrion (Moore, St-Laurent) — 23 min 15 s Bouchard — 26 min 59 s - Moore (Geoffrion, Béliveau) — 58 min 20 s | Arbitrage : Bill Chadwick Sammy Babcock, Doug Davies |
| Henry            | Gardiens | Plante                      | | Arbitrage : Bill Chadwick Sammy Babcock, Doug Davies |
|                  | |                             | | Arbitrage : Bill Chadwick Sammy Babcock, Doug Davies |
| 23               | Tirs | 33                          | | Arbitrage : Bill Chadwick Sammy Babcock, Doug Davies |

| 30 mars | Bruins de Boston | 0-2 (0-1, 0-1, 0-0) | Canadiens de Montréal | Boston Garden |

| Feuille de match | Feuille de match | Feuille de match | Feuille de match                                                                  | Feuille de match                                    |
| ---------------- | ---------------- | ---------------- | --------------------------------------------------------------------------------- | --------------------------------------------------- |
|                  | - -              | 0-1 0-2          | Curry (Masnick, Johnson) — 11 min 36 s Moore (Béliveau, Harvey) — 22 min 6 s (SN) | Arbitrage : Frank Udvari Doug Davies, Sammy Babcock |
| Henry            | Gardiens         | Plante           |                                                                                   | Arbitrage : Frank Udvari Doug Davies, Sammy Babcock |
|                  |                  |                  |                                                                                   | Arbitrage : Frank Udvari Doug Davies, Sammy Babcock |
| 25               | Tirs             | 43               |                                                                                   | Arbitrage : Frank Udvari Doug Davies, Sammy Babcock |

### Finale
| 4 avril | Red Wings de Détroit | 3-1 (1-0, 0-1, 2-0) | Canadiens de Montréal | Olympia Stadium 13 959 spectateurs |

| Feuille de match | Feuille de match | Feuille de match | Feuille de match                                     | Feuille de match                                     |
| ---------------- | --- | ---------------- | ---------------------------------------------------- | ---------------------------------------------------- |
|                  | Lindsay (Reibel, Delvecchio) — 11 min 14 s - Reibel (Lindsay, Howe) — 41 min 52 s (SN) Kelly (Pavelich, Leswick) — 47 min 13 s (SN) | 1-0 1-1 2-1 3-1  | - Geoffrion (Harvey, Masnick) — 32 min 14 s (SN) - - | Arbitrage : Bill Chadwick Sammy Babcock, Doug Davies |
| Sawchuk          | Gardiens | Plante           |                                                      | Arbitrage : Bill Chadwick Sammy Babcock, Doug Davies |
|                  | |                  |                                                      | Arbitrage : Bill Chadwick Sammy Babcock, Doug Davies |
| 28               | Tirs | 19               |                                                      | Arbitrage : Bill Chadwick Sammy Babcock, Doug Davies |

| 6 avril | Red Wings de Détroit | 1-3 (0-3, 1-0, 0-0) | Canadiens de Montréal | Olympia Stadium |

| Feuille de match | Feuille de match                | Feuille de match | Feuille de match | Feuille de match                                  |
| ---------------- | ------------------------------- | ---------------- | --- | ------------------------------------------------- |
|                  | - Delvecchio — 26 min 37 s (SN) | 0-1 0-2 0-3 1-3  | Moore (Geoffrion, Béliveau) — 15 min 3 s (SN) Richard (Moore) — 15 min 28 s (SN) Richard (Moore) — 15 min 59 s (SN) - | Arbitrage : Red Storey Sammy Babcock, Doug Davies |
| Sawchuk          | Gardiens                        | Plante           | | Arbitrage : Red Storey Sammy Babcock, Doug Davies |
|                  |                                 |                  | | Arbitrage : Red Storey Sammy Babcock, Doug Davies |
| 26               | Tirs                            | 28               | | Arbitrage : Red Storey Sammy Babcock, Doug Davies |

| 8 avril | Canadiens de Montréal | 2-5 (0-2, 0-1, 2-2) | Red Wings de Détroit | Forum de Montréal |

| Feuille de match | Feuille de match                                           | Feuille de match            | Feuille de match | Feuille de match                                      |
| ---------------- | ---------------------------------------------------------- | --------------------------- | --- | ----------------------------------------------------- |
|                  | - Johnson — 47 min 19 s - St-Laurent (MacKay) — 55 min 2 s | 0-1 0-2 0-3 1-3 1-4 1-5 2-5 | Delvecchio (Howe) — 42 s Lindsay (Kelly) — 17 min 6 s Wilson (Prystai, Goldham) — 24 min 57 s - Prystai (Delvecchio) — 47 min 59 s Howe (Delvecchio, Woit) — 51 min 32 s - | Arbitrage : Bill Chadwick George Hayes, Bill Morrison |
| Plante           | Gardiens                                                   | Sawchuk                     | | Arbitrage : Bill Chadwick George Hayes, Bill Morrison |
|                  |                                                            |                             | | Arbitrage : Bill Chadwick George Hayes, Bill Morrison |
| 26               | Tirs                                                       | 36                          | | Arbitrage : Bill Chadwick George Hayes, Bill Morrison |

| 10 avril | Canadiens de Montréal | 0-2 (0-0, 0-1, 0-1) | Red Wings de Détroit | Forum de Montréal 14 583 spectateurs |

| Feuille de match | Feuille de match | Feuille de match | Feuille de match                                  | Feuille de match                                   |
| ---------------- | ---------------- | ---------------- | ------------------------------------------------- | -------------------------------------------------- |
|                  | - -              | 0-1 0-2          | Wilson (Prystai) — 22 min 9 s Kelly — 59 min 53 s | Arbitrage : Red Storey George Hayes, Bill Morrison |
| Plante           | Gardiens         | Sawchuk          |                                                   | Arbitrage : Red Storey George Hayes, Bill Morrison |
|                  |                  |                  |                                                   | Arbitrage : Red Storey George Hayes, Bill Morrison |
| 28               | Tirs             | 29               |                                                   | Arbitrage : Red Storey George Hayes, Bill Morrison |

| 11 avril | Red Wings de Détroit | 0-1 (pr) (0-0, 0-0, 0-0, 0-1) | Canadiens de Montréal | Olympia Stadium |

| Feuille de match | Feuille de match | Feuille de match | Feuille de match      | Feuille de match                                      |
| ---------------- | ---------------- | ---------------- | --------------------- | ----------------------------------------------------- |
|                  | -                | 0-1              | Mosdell — 65 min 45 s | Arbitrage : Bill Chadwick George Hayes, Bill Morrison |
| Sawchuk          | Gardiens         | McNeil           |                       | Arbitrage : Bill Chadwick George Hayes, Bill Morrison |
|                  |                  |                  |                       | Arbitrage : Bill Chadwick George Hayes, Bill Morrison |
|                  |                  |                  |                       | Arbitrage : Bill Chadwick George Hayes, Bill Morrison |

| 13 avril | Canadiens de Montréal | 4-1 (0-0, 3-0, 1-1) | Red Wings de Détroit | Forum de Montréal 14 622 spectateurs |

| Feuille de match | Feuille de match | Feuille de match    | Feuille de match          | Feuille de match                                  |
| ---------------- | --- | ------------------- | ------------------------- | ------------------------------------------------- |
|                  | Geoffrion (Béliveau) — 32 min 7 s Curry (Olmstead, Masnick) — 33 min 7 s Curry (Lach, Mazur) — 34 min 25 s - Richard (Lach) — 50 min 6 s | 1-0 2-0 3-0 3-1 4-1 | - Prystai — 44 min 11 s - | Arbitrage : Red Storey Sammy Babcock, Doug Davies |
| McNeil           | Gardiens | Sawchuk             |                           | Arbitrage : Red Storey Sammy Babcock, Doug Davies |
|                  | |                     |                           | Arbitrage : Red Storey Sammy Babcock, Doug Davies |
| 29               | Tirs | 33                  |                           | Arbitrage : Red Storey Sammy Babcock, Doug Davies |

| 16 avril | Red Wings de Détroit | 2-1 (pr) (0-1, 1-0, 0-0, 1-0) | Canadiens de Montréal | Olympia Stadium 15 791 spectateurs |

| Feuille de match | Feuille de match                                                              | Feuille de match | Feuille de match                 | Feuille de match                                      |
| ---------------- | ----------------------------------------------------------------------------- | ---------------- | -------------------------------- | ----------------------------------------------------- |
|                  | - Kelly (Lindsay, Delvecchio) — 21 min 18 s (SN) Leswick (Skov) — 64 min 29 s | 0-1 1-1 2-1      | Curry (Masnick) — 9 min 17 s - - | Arbitrage : Bill Chadwick George Hayes, Bill Morrison |
| Sawchuk          | Gardiens                                                                      | McNeil           |                                  | Arbitrage : Bill Chadwick George Hayes, Bill Morrison |
|                  |                                                                               |                  |                                  | Arbitrage : Bill Chadwick George Hayes, Bill Morrison |
| 33               | Tirs                                                                          | 23               |                                  | Arbitrage : Bill Chadwick George Hayes, Bill Morrison |